# Andrena commoda
Andrena commoda är en biart som beskrevs av Smith 1879. Andrena commoda ingår i släktet sandbin, och familjen grävbin. Inga underarter finns listade i Catalogue of Life.

## Bildgalleri

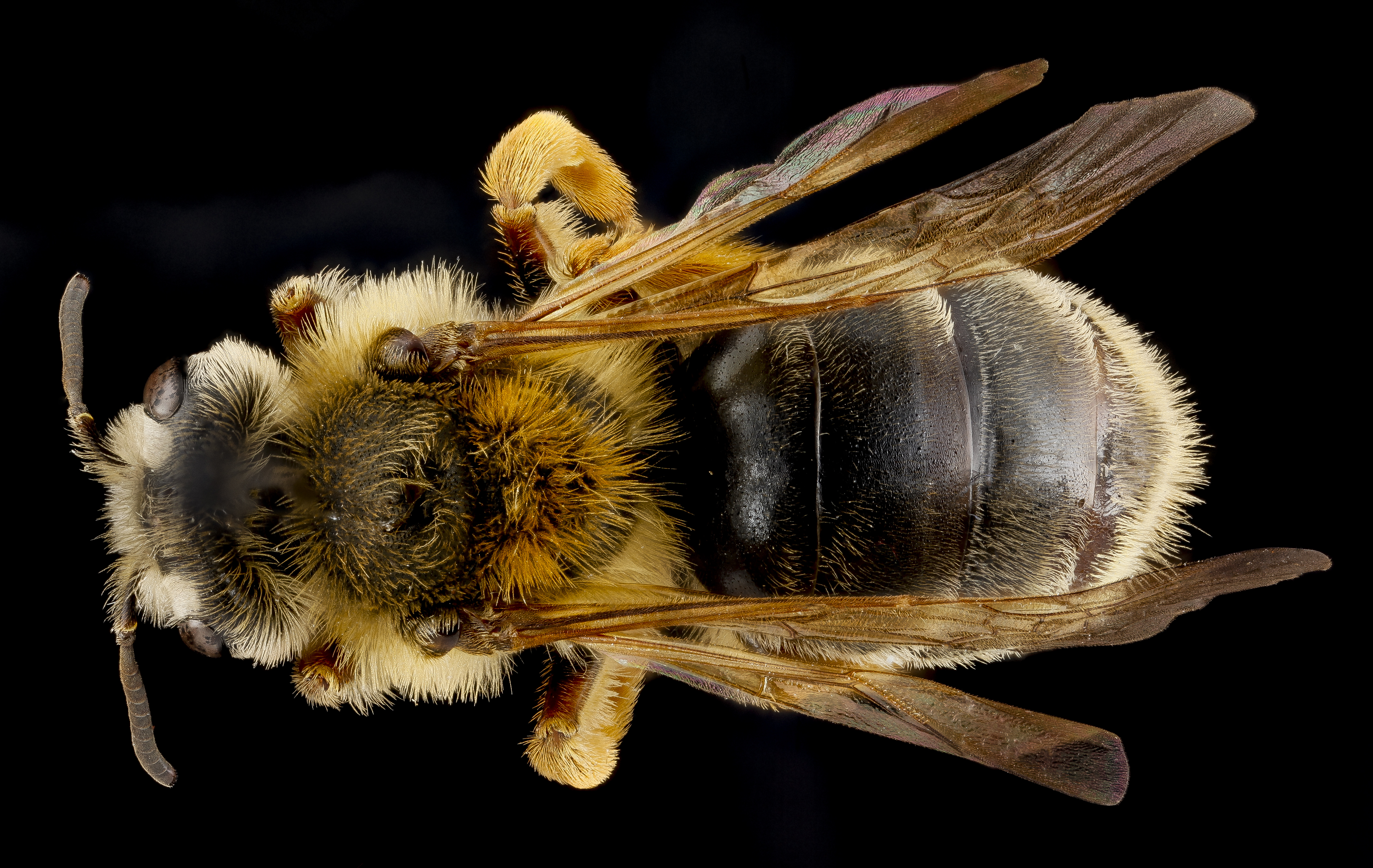
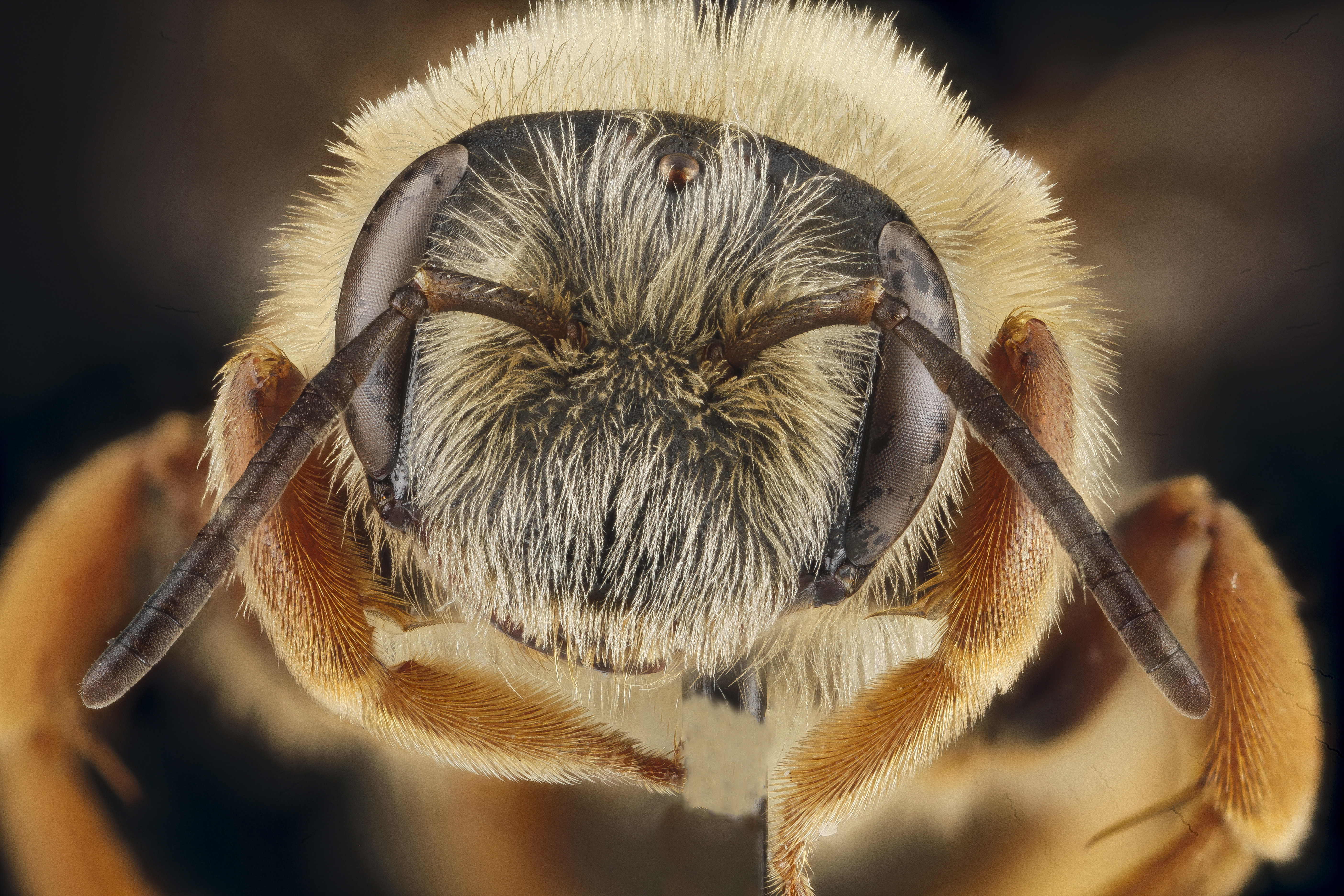
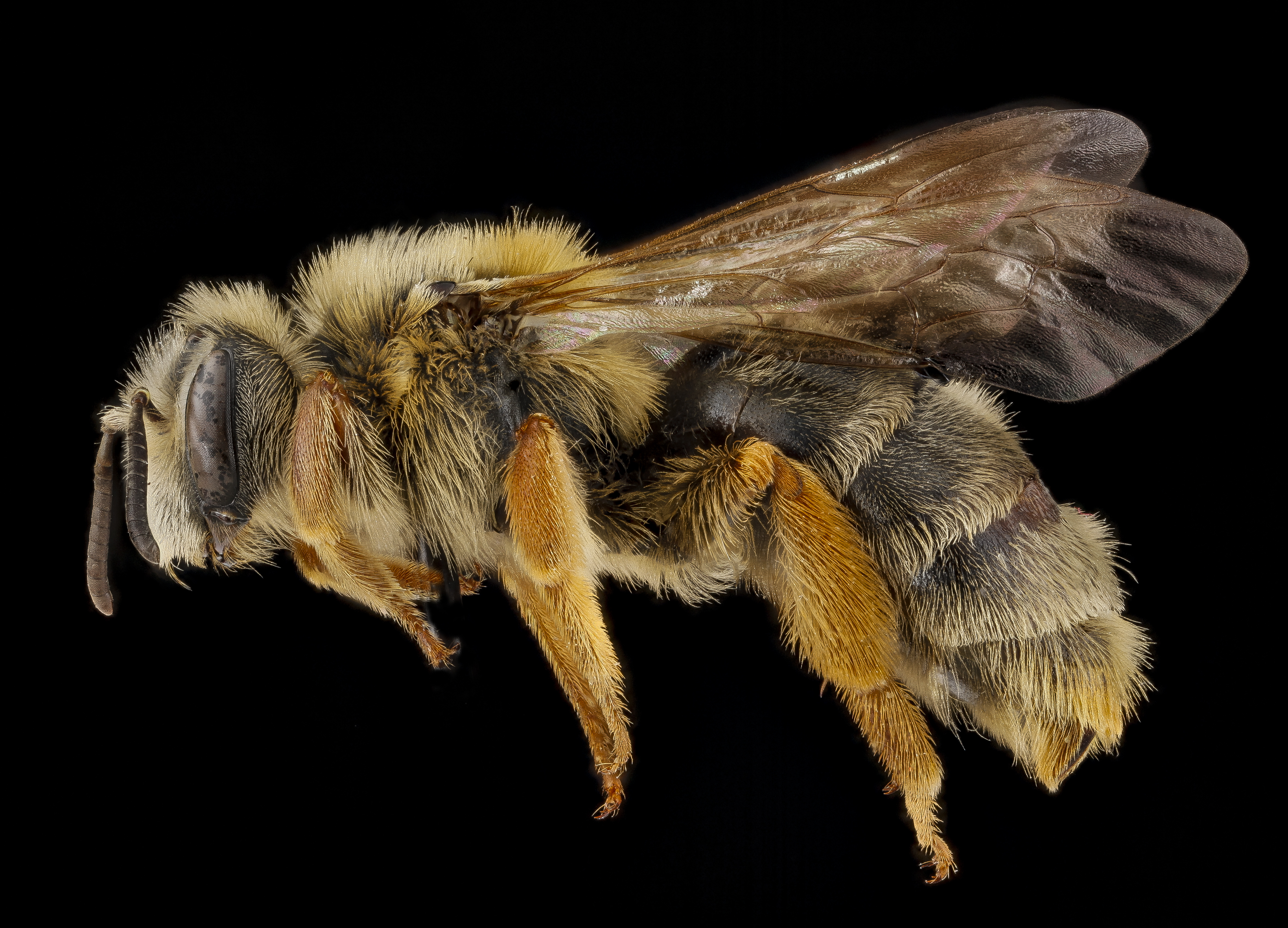